# هاينز ليتشنر
هاينز ليتشنر (بالألمانية: Heinz Lechner)‏ هو مبارز بالسيف نمساوي، ولد في 26 أبريل 1928.

## وصلات خارجية
- هاينز ليتشنر على موقع أوليمبيديا (الإنجليزية)